# Пшитоцкий, Павел
Па́вел Пшитоцкий (пол. Paweł Przytocki; род. 13 сентября 1958 года, Кросно) — польский дирижёр.
Окончил Краковскую музыкальную академию (1985) по классу дирижирования Ежи Катлевича, совершенствовал дирижёрское мастерство под руководством Петера Этвёша и Хельмута Риллинга. В 1983—1987 гг. работал в Краковском филармоническом оркестре, затем в оперном театре Лодзи. В 1988—1991 гг. возглавлял Балтийский филармонический оркестр из Гданьска. Затем работал в Варшаве, сперва в Варшавском филармоническом оркестре, затем в Варшавской опере, а с 1995 г. также с оркестром Sinfonia Varsovia. Одновременно в 1995—1997 гг. возглавлял Филармонический оркестр Лодзи. В 2008—2012 гг. Пшитоцкий стоял в главе Краковского филармонического оркестра. С 2017 г. вновь руководит Филармоническим оркестром Лодзи.
Среди основных записей Пшитоцкого — Первая симфония Сергея Рахманинова, два альбома клавирных концертов Моцарта (солист Кристоф Зольдан), произведения польских композиторов (Кшиштоф Пендерецкий, Гражина Бацевич и др.).